# David Arnoldo Cabrera
David Arnoldo Cabrera Rivera (Santa Ana, 1949. január 27. –) salvadori válogatott labdarúgó.

## Pályafutása

### Klubcsapatban
Pályafutása során egyetlen klubcsapatban az CD FAS-ban szerepelt. Négyszeres salvadori bajnok.

### A válogatottban
A salvadori válogatott tagjaként részt vett az 1970-es világbajnokságon.

## Sikerei, díjai
CD FAS
- Salvadori bajnok (4): 1977–78, 1978–79, 1981, 1984
- CONCACAF-bajnokok kupája (1): 1979